# Bevin-Gletscher
Der Bevin-Gletscher ist ein 8 km langer Gletscher an der Foyn-Küste des Grahamlands auf der Antarktischen Halbinsel. Er fließt in südöstlicher Richtung von einer Geländestufe in das nordwestliche Ende des Cabinet Inlet, das er zwischen den Einmündungen des Attlee- und des Anderson-Gletschers erreicht.
Der Falkland Islands Dependencies Survey (FIDS) kartierte ihn im Dezember 1947 anhand eigener Vermessungen. Luftaufnahmen entstanden zur selben Zeit bei der US-amerikanischen Ronne Antarctic Research Expedition (1947–1948). Der FIDS benannte den Gletscher nach dem britischen Politiker Ernest Bevin (1881–1951), von 1940 bis 1945 Arbeitsminister im Kriegskabinett Winston Churchills.